# Bad Neustadt an der Saale
Bad Neustadt an der Saale település Németországban, azon belül Bajorországban. Lakosainak száma 15 720 fő (2023. december 31.). Bad Neustadt an der Saale Salz, Strahlungen, Wollbach és Heustreu községekkel határos.

## Népesség
A település népessége az elmúlt években az alábbi módon változott:
| Lakosok száma | 2094 | 7123 | 11 107 | 13 751 | 15 120 | 15 053 | 15 334 | 15 367 | 15 277 | 15 720 |
|               | 1875 | 1950 | 1975   | 1987   | 2012   | 2014   | 2016   | 2017   | 2021   | 2023   |